# Tandbrasem
De tandbrasem (Dentex dentex) is een straalvinnige vis uit de familie van zeebrasems (Sparidae) en behoort derhalve tot de orde van baarsachtigen (Perciformes). De vis kan een lengte bereiken van 100 cm.

## Leefomgeving
Dentex dentex is een zoutwatervis. De vis prefereert een subtropisch klimaat en leeft hoofdzakelijk in de Atlantische Oceaan. Bovendien komt Dentex dentex voor in de Middellandse Zee. De diepteverspreiding is 0 tot 200 m onder het wateroppervlak.

## Relatie tot de mens
Dentex dentex is voor de visserij van aanzienlijk commercieel belang. In de hengelsport wordt er weinig op de vis gejaagd.